# Jean-Simon Voruz
Pour les autres membres de la famille, voir Famille Voruz.
Jean-Simon Voruz (né le 6 juin 1810 à Nantes et mort le 25 octobre 1896 au château de Briord à Port-Saint-Père), est un industriel et homme politique français.

## Biographie
Jean-Simon Voruz est le fils de Jean-Samuel Voruz, fondeur (frère de Louis Voruz), et de Jeanne-Magdelaine Collet (fille d'André-Toussaint Collet et de Julienne Ordronneau).
Ingénieur civil et maître de forges à Nantes, il accomplit un tour de France à la fin de la Restauration, à la manière des Compagnons. Il en profite pour rendre visite à sa famille en Suisse. Jean-Simon Voruz rentre à Nantes au début de l'été et reprend, avec son frère aîné Pierre Samuel (1806-1830), la direction de l'entreprise de son père, décédé.
Lors des Journées révolutionnaires de juillet, Jean Simon est légèrement blessé lors d'une manifestation « place Louis XVI » (devenue depuis place Maréchal-Foch) à Nantes le 30 juillet, mais son frère Pierre Samuel, atteint plus gravement, meurt quelques jours plus tard le 19 août à l’hôtel-Dieu de la ville. Ce dernier sera l'une des dix victimes tués lors de cette tragédie qui seront inhumées au cimetière Miséricorde dans lequel un monument sera érigé en leur mémoire.
Un an avant cet événement, les Voruz avaient réuni en un seul lieu les divers ateliers qu'ils exploitaient auparavant. C'est dans le quartier de l'actuelle place Mellinet qu'une véritable usine, capable de fondre le cuivre et le bronze, a été édifiée sur 4 000 m2 de terrain. Elle comporte 12 fourneaux et des ateliers annexes, à l'image de la menuiserie où l'on fabrique les modèles en bois.
À la création du Conseil des Prud'hommes de Nantes, il en devient le premier président, de 1841 à 1849.

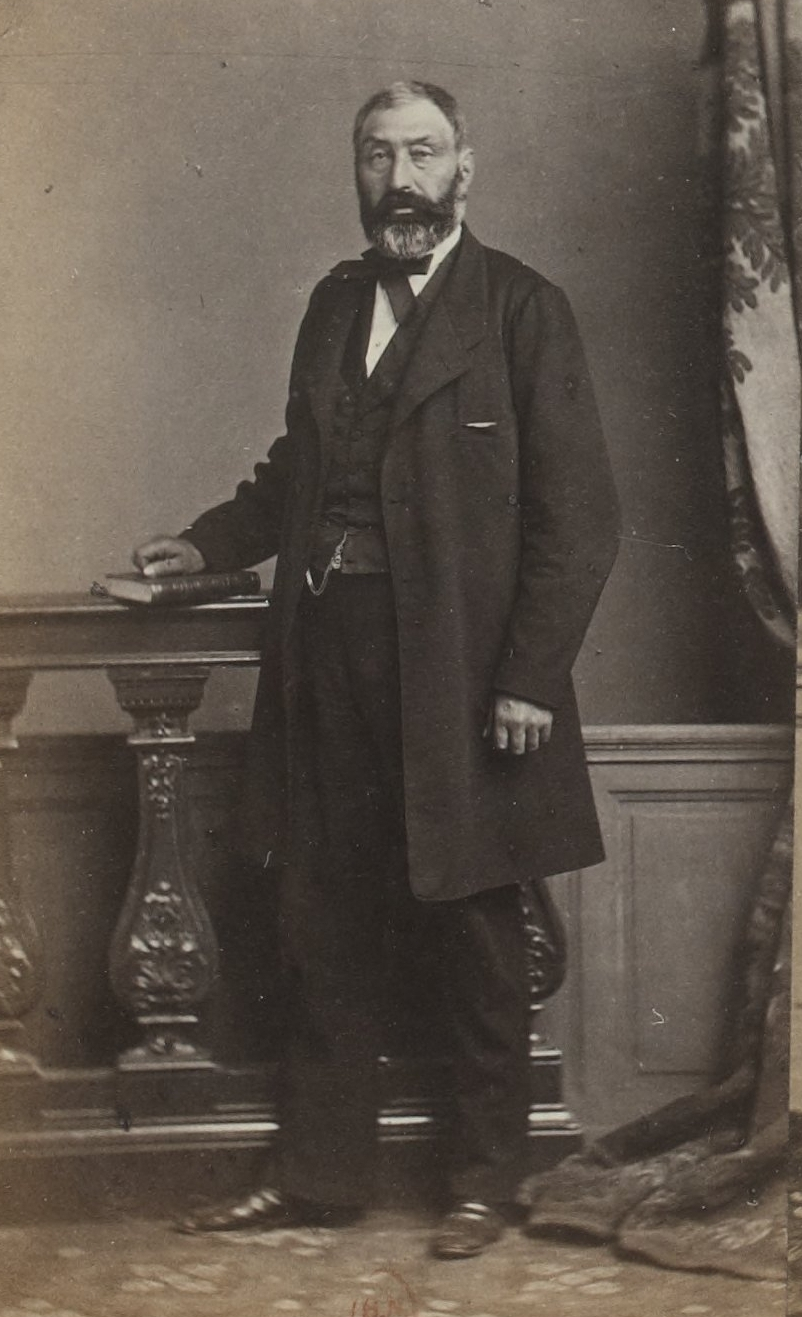

Élu membre de la Chambre de commerce de Nantes de 1845 à 1856 puis de 1861 à 1867, il en est membre du bureau en 1852 et en devient président de 1865 à 1867
Naturalisé français en 1848, il est élu conseiller municipal de Nantes la même année. Il siégera au conseil municipal jusqu'en 1865, devenant l'adjoint des maires Colombel et Favre.
En 1854, il rajoute une fonderie de fer à ses activités et l'installe dans un nouveau site sur une des îles de la Loire. L'usine se développe et atteint plus de 1 600 ouvriers.
Le 17 décembre 1859, il est élu, comme candidat officiel, député de la 2e circonscription de la Loire-Inférieure par 15 455 voix sur 18 004 votants, face à Alphonse Cézard.
Voruz prend place dans la majorité dynastique et vote avec elle jusqu'aux élections générales de 1863.
En 1876, il est nommé consul de la Confédération suisse par le gouvernement.
Il était chevalier de la Légion d'honneur (1861), de l'ordre de Dannebrog (1866) et de l'ordre du Christ (1868).
Une rue de Nantes fut nommée en son honneur sur l'île de Nantes en 2008. Une précédente « rue Jean-Voruz » avait existé sur le site des anciens chantiers Dubigeon (actuel parc des Chantiers) avant de disparaitre lors d'aménagements successifs.

## Sources
- « Jean-Simon Voruz », dans Adolphe Robert et Gaston Cougny, Dictionnaire des parlementaires français, Edgar Bourloton, 1889-1891 [détail de l’édition]
- Yves Rochcongar, Capitaines d'industrie à Nantes au XIXe siècle, éditions MeMo, Nantes, 2003.
- Émilien Maillard, Nantes et le département au XIXe siècle : littérateurs, savants, musiciens, & hommes distingués, 1891.